# Диск Энея
Диск Энея (Энэя) — криптографический инструмент для защиты информации, придуманный Энеем Тактиком в IV веке до н. э. Устройство представляло собой диск диаметром 13—15 см и толщиной 1—2 см с проделанными в нём отверстиями, количество которых равнялось числу букв в алфавите. Каждому отверстию ставилась в соответствие конкретная буква. В центре диска находилась катушка с намотанной на неё ниткой.

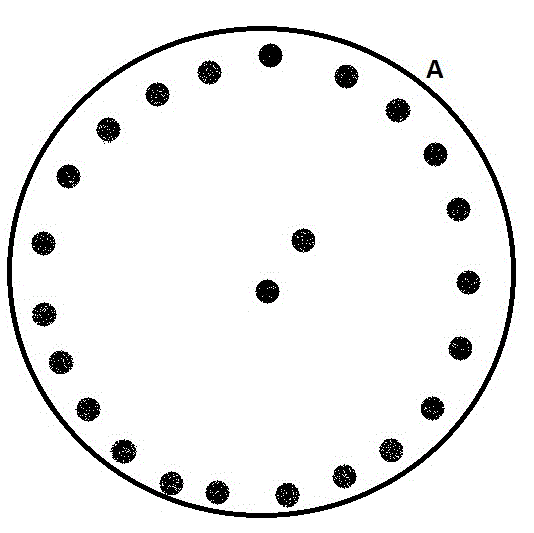
Оригинальный диск Энея

## Шифрование
Механизм шифрования был очень прост. Для того, чтобы зашифровать послание, необходимо было поочерёдно протягивать свободный конец нити через отверстия, обозначающие буквы исходного незашифрованного сообщения. В итоге, сам диск, с продетой в его отверстия ниткой, и являлся зашифрованным посланием.

## Расшифрование
Получатель сообщения последовательно вытягивал нить из каждого отверстия, тем самым получал последовательность букв. Но эта последовательность являлась обратной по отношению к исходному сообщению, то есть он читал сообщение наоборот. Допустим исходное сообщение было «Αινειας» (Эней), тогда после расшифрования получатель видел перед собой «ςαιενια». Чтобы прочитать полученное сообщение, требовалось просто читать с конца.
У данного вида защиты информации был один существенный недостаток. Зашифрованное сообщение было доступно к прочтению любому, кто смог завладеть диском. Так как сообщение передавали обычные гонцы, а не воины, Эней предусмотрел возможность быстрого уничтожения передаваемой информации. Для этого было достаточно вытянуть всю нить за один из её концов, либо сломать диск, просто наступив на него. Обычно он ломался в местах шифрующих отверстий, как следствие продетая в них нить спутывалась и прочесть сообщение было невозможно.

## Особенности
На самом деле «диск Энея» нельзя назвать настоящим криптографическим инструментом, поскольку прочитать сообщение мог любой желающий. Но это устройство стало прародителем первого поистине криптографического инструмента, изобретение которого также принадлежит Энею. Прибор получил название Линейка Энея. Отличие было в том, что передавалась только нить, а отправитель и получатель имели идентичные устройства для шифрования дешифрования.

## Аналоги
Созданный Энеем диск можно назвать родоначальником инструментов криптографии. Но наряду с диском, Эней придумал и другие способы передачи секретной информации, использующие тот же механизм шифрования. Сам же Эней о таких методах шифрования говорил так: «Но наиболее тщательно замаскированный и в то же время для меня самый хлопотливый из всех тут упоминаемых способов посылки сообщений будет пояснён посредством букв».
Самым первым инструментом, в основе которого лежит посимвольное шифрование, является игральная кость. В ней проделывалось 24 отверстия, по шесть на каждой грани. Использовалось 4 грани кости из 6. Каждому отверстию ставилась в соответствие определённая буква алфавита. Буквы шли по порядку. Чтобы знать, какое отверстие определяет какую букву, запоминалось начало, то есть буква «альфа». Принцип шифрования полностью аналогичен диску, нитка продевалась в отверстия, соответствующие буквам исходного сообщения, в порядке следования букв в этом сообщении. В итоге, вокруг кости образуется клубок ниток. Получателю было необходимо поочерёдно вытягивать нить из отверстий и выписывать при этом получавшиеся символы на дощечку. Механизм получения символов аналогичен диску, то есть извлечение нитки происходит в обратной последовательности относительно её вдеванию. Чтобы понять написанное, необходимо просто прочитать полученное сообщение с конца, что не составляло большого труда. Но существенным недостатком такого метода шифрования было отсутствие возможности быстрого уничтожения информации, поэтому пришлось вскоре от него отказаться.
Ещё одним изобретением Энея была линейка, не использующая узелковое шифрование, поэтому не получившая широкого распространения. Это был второй шаг на пути создания диска. По мнению Энея, линейка была устроена легче, чем кость. За основу бралась палочка длиной около 15 см. В ней также высверливалось число отверстий, равное числу букв используемого алфавита. Механизм шифрования и дешифрования полностью аналогичен кости и диску. Но появилась проблема шифрования двух подряд идущих одинаковых букв, поскольку придётся вдевать нитку в одно и то же отверстие дважды, а это приведёт к извлечению нитки из этого отверстия. Чтобы такого не происходило, необходимо сначала обернуть нитку вокруг палочки и только потом вдевать её в повторяющееся отверстие. Такой метод шифрования был предпочтительнее, чем кость, поскольку была возможность быстрого уничтожения сообщения. Для этого было достаточно просто разломать палочку, и передаваемая информация становилась нечитаема.
Следующей ступенью развития посимвольного шифрования стал собственно диск Энея.

## Оригинальный диск Энея
Эней в своих работах описывал метод шифрования, в основе которого лежал диск, названный впоследствии диском Энея. За основу брался деревянный круг, по краю которого высверливалось 24 отверстия, соответствующие буквам алфавита. Они не подписывались. Буквы шли в алфавитном порядке. Необходимо было знать лишь первую букву для возможности восстановления остальных. Также просверливались отверстия в середине круга, чтобы сбить с толку недоброжелателя. Механизм шифрования и дешифрования соответствует описанным выше. Чтобы зашифровать повторяющиеся буквы, использовались отверстия в середине диска. Вначале нить продевалась в него, а затем в повторяющийся символ. Обычно использовалось два отверстия, одно из которых находилось в центре. Если соединить эти отверстия линией, то она укажет на первую букву алфавита. Это и стало высшей ступенью шифрования такого типа. Следующим этапом развития технологии посимвольного шифрования стало использование узелкового письма, примером которого является Линейка Энея.

## История
Эней Тактик (IV век до н. э.) был полководцем и политическим деятелем тех времён. Также являлся профессиональным военным и знатоком военного ремесла. Написал множество трудов о искусстве ведения войны. Единственной сохранившейся по сей день работой Энея является трактат «О перенесении осады». Также в нём был описан ещё один метод шифрования, придуманный Энеем — Книжный шифр.